# Starkowo-Bambry
Starkowo-Bambry – dawna nazwa części wsi Starkowo Aktualnie Starkowo-Zatoka w Polsce położona w województwie wielkopolskim, w powiecie wolsztyńskim, w gminie Przemęt, nad północnym brzegiem jeziora Dominickiego.
W latach 1975–1998 miejscowość administracyjnie należała do województwa leszczyńskiego.